# Liste des évêques d'Antsirabe
Liste des évêques d'Antsirabe
(Dioecesis Antsirabensis)

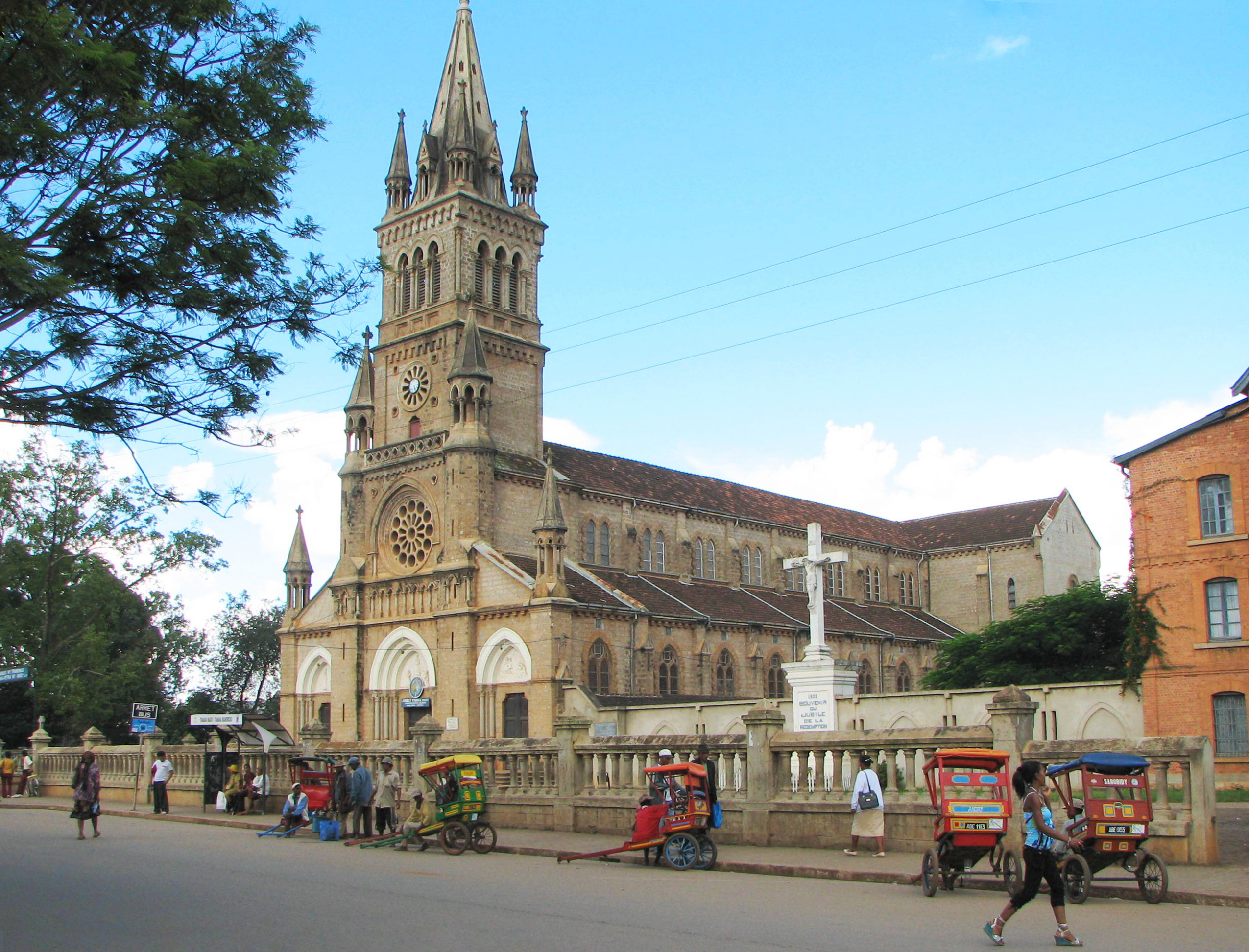
Cathédrale de Antsirabe.

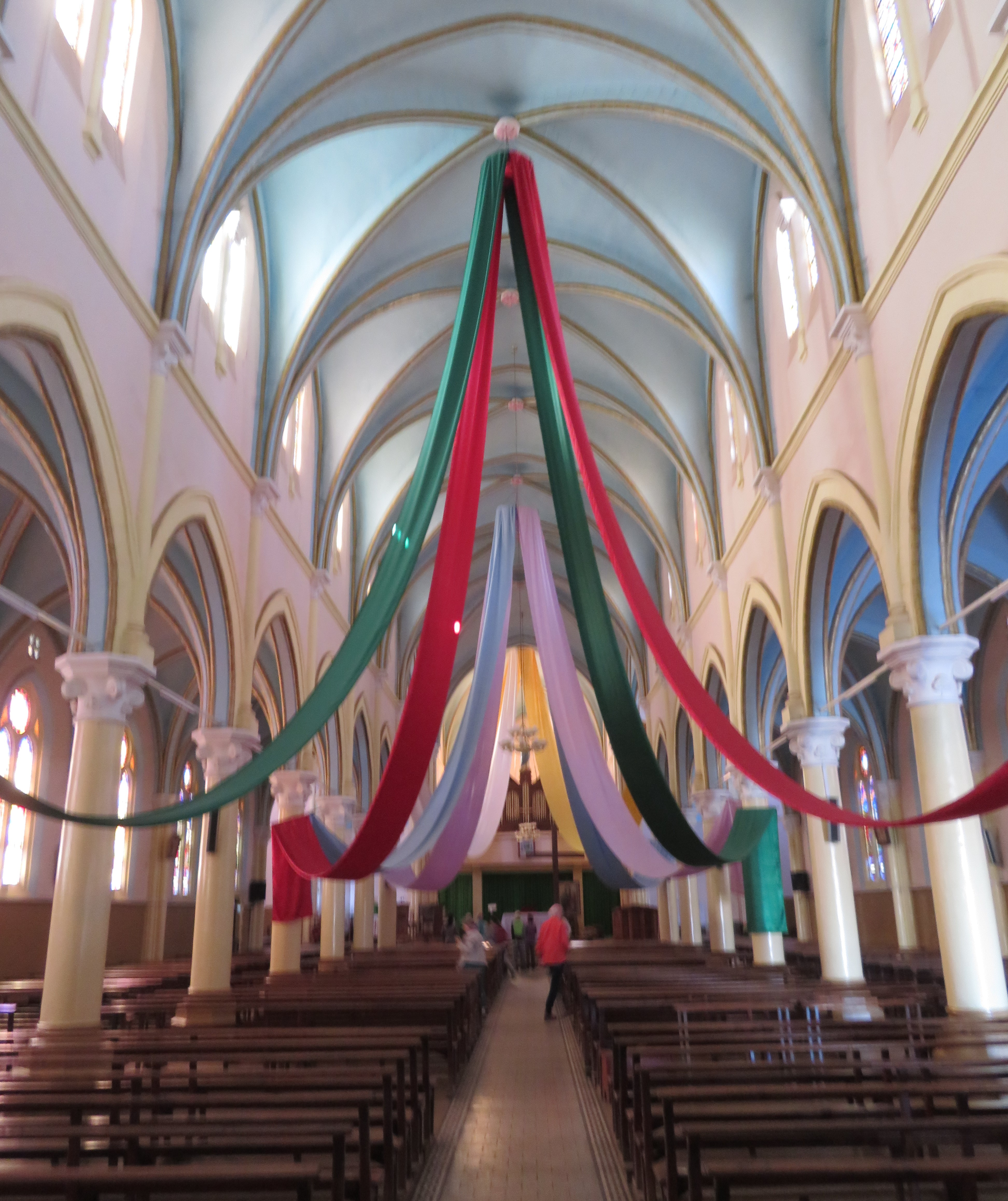
L'intérieur de la Cathédrale

La préfecture apostolique de Betafó est créée le 15 mai 1913, par détachement du vicariat apostolique de Madagascar Centrale.
Elle est elle-même érigée en vicariat apostolique le 24 août 1918.
Celui-ci change de dénomination le 10 janvier 1921 pour devenir le vicariat apostolique d'Antsirabe.
Il est érigé en évêché le 14 septembre 1955.

## Est préfet apostolique
- 24 juin 1913-24 août 1918 : François-Joseph Dantin, préfet apostolique de Betafo.

## Sont vicaires apostoliques
- 24 août 1918-† 5 juillet 1941 : François-Joseph Dantin, promu vicaire apostolique de Betafo. Devient vicaire apostolique d'Antsirabé le 10 janvier 1921.
- 24 février 1942-† 18 mai 1946 : Édouard Rostaing
- 13 février 1947-10 mars 1955 : Joseph-Paul Futy

## Sont évêques
- 19 décembre 1955-† 15 octobre 1973 : Claude Rolland
- 28 février 1974-19 juin 1989 : Jean-Maria Rakotondrasoa
- 19 juin 1989-17 décembre 1992 : Philibert Randriambololona
- 17 décembre 1992-11 novembre 1994 : siège vacant
- 11 novembre 1994-13 novembre 2009 : Félix Ramananarivo
- 13 novembre 2009-6 septembre 2022 : Philippe Ranaivomanana
- depuis le 10 juillet 2023 : Jean Pascal Andriatsoavina

## Sources
- L'ANNUAIRE PONTIFICAL, sur le site http://www.catholic-hierarchy.org, à la page